# 西原亜希
西原 亜希（にしはら あき、1987年8月19日 - ）は、日本の女優。神奈川県横浜市出身。フロム・ファーストプロダクション所属。

## 略歴
中学1年生の時に友達と初めて買い物に訪れた原宿でスカウトされ、芸能界入り。雑誌のモデルなどを経て、2003年に女優としてドラマデビュー。2004年には東日本旅客鉄道（JR東日本）Suicaのイメージキャラクターに選ばれ、CM等に出演し注目を集めた。
2005年にはフジテレビのテレビドラマ『音のない青空』の須藤さち役で主演を務めたほか、TBS『花より男子』、フジテレビ『ラスト・フレンズ』、TBS『渡る世間は鬼ばかり』、NHK連続テレビ小説『梅ちゃん先生』など数々のテレビドラマに出演、2008年にはフジテレビ系昼帯ドラマ『白と黒』で連続ドラマ初主演を務めた。その他、『世界の中心で、愛をさけぶ』『ステキな金縛り』などの映画や、舞台・CMなど多くの作品に出演している。
2023年3月31日、17年間所属した藤賀事務所を退社。同年5月8日、フロム・ファーストプロダクション所属となることを自身のブログで明らかにした。

## 人物
10代の頃より友人として付き合いのあった一般男性と、2014年3月17日に結婚。同年8月15日に第1子となる女児を出産した。2017年3月3日付の公式ブログにて離婚していたことを公表した。
2022年3月30日、映像関係の仕事をしている一般男性との再婚を報告。

## 出演

### テレビドラマ
- またも辞めたか亭主殿〜幕末の名奉行・小栗上野介〜（2003年、NHK総合） - 小栗鉞子 役
- ボーイッシュ・ジェネレーション（2003年、BSフジ） - 主演・阿部マリ 役
- 慶次郎縁側日記（2004年、NHK総合） - おすみ 役
- P&Gパンテーンドラマスペシャル 音のない青空（2005年、フジテレビ） - 主演・須藤さち 役
- 白線流し〜夢見る頃を過ぎても（2005年、フジテレビ） - 後藤加奈 役
- 花より男子（2005年、TBS） - 松岡優紀 役
- 歌で逢いましょう♪（2006年、GyaO） - 深津みさと 役
- 柳生十兵衛七番勝負 島原の乱（2006年、NHK総合） - そで 役
- ダンドリ。〜Dance☆Drill〜（2006年、フジテレビ） - 花上さやか 役
- 花より男子2（リターンズ）（2007年、TBS） - 松岡優紀 役
- 白虎隊（2007年、テレビ朝日） - 西郷細布子 役
- 花嫁とパパ（2007年、フジテレビ） - 金山初音 役
- サンシャイン デイズ（2007年、tvk） - 主演・神宮寺ひかり 役
- 輪違屋糸里〜女たちの新撰組〜（2007年、TBS） - 桔梗屋吉栄 役
- となりのクレーマー（2008年1月6日、東海テレビ） - 真壁雛子 役
- ラスト・フレンズ（2008年、フジテレビ） - 平塚令奈 役
- 監査法人（2008年、NHK総合） - 魚住絵里 役
- 白と黒（2008年、東海テレビ） - 主演・神室礼子 役
- ギラギラ（2008年、テレビ朝日）第6話ゲスト - 姫 役
- 大河ドラマ（NHK）
  - 天地人（2009年、NHK総合・NHK BS2・NHK BShi） - よし（惣右衛門の後妻・泉氏の娘） 役
  - おんな城主 直虎（2017年、NHK総合・NHK BSプレミアム） - 春 役
- RESCUE〜特別高度救助隊（2009年、TBS） - 紺野奈緒 役
- ぼくの妹（2009年、TBS） - 英機美 役
- 救命病棟24時第4シリーズ（2009年、フジテレビ） - 坂口理恵 役
- 女帝 薫子（2010年、テレビ朝日） - 西村絵美 役
- 月曜ゴールデン 女子刑務所東三号棟8（2010年6月21日、TBS） - 西崎千春 役
- 天使のわけまえ（2010年、NHK総合） - 竹内ミキ 役
- 警視庁継続捜査班 第6話（2010年8月26日、テレビ朝日） - 岩瀬彩那 役
- 金曜プレステージ 浅見光彦シリーズ38（2010年9月24日、フジテレビ） - 神尾容子 役
- クロヒョウ 龍が如く新章（2010年10月 - 12月、MBS） - 右京冴子 役
- SPEC〜警視庁公安部公安第五課 未詳事件特別対策係事件簿〜 第4 - 6話（2010年10月29日・11月12日・19日、TBS） - 里中小百合 役
- 2夜連続 松本清張スペシャル 球形の荒野（2010年11月26日、フジテレビ） - 伊東シマ子 役
- 渡る世間は鬼ばかり 最終シリーズ 第18話 -（2011年2月24日 - 、TBS） - 長谷部まひる 役
- 下流の宴 第3、4話（2011年6月14日、21日、NHK総合） - 深谷晶子 役
- 新・警視庁捜査一課9係 season3 第4話（2011年7月27日、テレビ朝日） - 辻村茜 役
- チーム・バチスタ3 アリアドネの弾丸 第4話（2011年8月2日、フジテレビ） - 杉山美佐 役
- 秘密諜報員 エリカ 第11話（2011年12月15日、読売テレビ） - 松下夕海 役
- 最高の人生の終り方〜エンディングプランナー〜 第8話（2012年3月1日、TBS） - 長峰美幸 役
- クロヒョウ2 龍が如く 阿修羅編 第1話（2012年4月5日、MBS） - 右京冴子 役（回想）
- 連続テレビ小説 梅ちゃん先生 第4週 - （2012年4月23日 - 、NHK総合） - 瀬川典子 役
- カエルの王女さま 第3、4話（2012年4月26日、5月3日、フジテレビ） - 野々村美沙子 役
- 金曜プレステージ　山村美紗サスペンス 4週連続スペシャル 第3弾「推理作家・池加代子〜殺しのシナリオ〜」（2012年5月18日、フジテレビ） - 泉麻衣 役
- 都市伝説の女 第8話（2012年6月1日、テレビ朝日） - 合田千尋 役
- リーガル・ハイ 第10話（2012年6月19日、フジテレビ） - 出水舞 役
- 金子みすゞ物語〜みんなちがってみんないい〜（2012年7月9日、TBS） - 金子チウサ 役
- ガリレオ 第1章「幻惑す」（2013年4月15日、フジテレビ） - 里山奈美 役
- 水曜ミステリー9 密会の宿10（2013年8月7日、テレビ東京） - 稲場比呂美 役
- 独身貴族（2013年10月10日 - 12月19日、フジテレビ） - 小原沙織 役
- 天誅〜闇の仕置人〜 第3話（2014年2月7日、フジテレビ） - 谷原綾音 役
- 土曜ワイド劇場 監察官・羽生宗一（2014年5月10日、テレビ朝日） - 原田敦子 役
- HERO 第3話（2014年7月28日、フジテレビ） - 川邊涼子 役
- Nスタ特別編 なぜ母は殺人者に（2014年11月2日、TBS）
- 残念な夫。（2015年2月25日、3月4日、3月18日、フジテレビ） - 桐島楓役
- 探偵の探偵（2015年、フジテレビ） - 芦原遥香 役
- 相棒 Season14 第7話「キモノ綺譚」（2015年12月2日、テレビ朝日） - 上條愛 役
- 孤独のグルメ Season5 特別編（2016年1月1日、テレビ東京） - 自由軒の店員 役
- 水曜ミステリー9 新・旅行作家 茶屋次郎13」（2016年1月20日） - 小嶋早紀 役
- スミカスミレ 45歳若返った女 第7話 - 最終話（2016年3月18日 - 25日、テレビ朝日） - 河野有紀子 役
- 遺産相続弁護士 柿崎真一 第2話（2016年7月14日、読売テレビ） - 吉田明日香 役
- コピーフェイス〜消された私〜（2016年11月18日 - 、NHK総合） - 広沢和花 役
- 水曜ミステリー9 嫌われ監察官 音無一六スペシャル（2017年1月18日、テレビ東京） - 岡部由美 役
- 土曜ワイド劇場 パーフェクト弁護士～南蛇井律子（2017年2月11日、朝日放送） - 綿貫紗英 役
- 緊急取調室 第2シーズン 第7話（2017年6月1日、テレビ朝日） - 森本 愛美 役
- 日曜ワイド 鉄道捜査官17（2017年6月11日、テレビ朝日） - 小堀明子 役
- 科捜研の女 SEASON17 第7話（2017年11月30日、テレビ朝日） - 堀口裕子 役
- 池波正太郎時代劇 光と影 第九話「おっ母、すまねえ」（2018年2月6日、BSジャパン） - おぬい 役
- 記憶 第9話（2018年5月16日、フジテレビNEXT/J:COM） - 桜庭美緒 役
- 未解決の女 警視庁文書捜査官 第6話（2018年5月24日、テレビ朝日） - 西島雪乃 役
- あにいもうと（2018年6月25日、TBS） - 岡村咲江 役
- グッド・ドクター 第1話（2018年7月12日、フジテレビ） - 浩太の母 役
- 高嶺の花（2018年、日本テレビ） - 吉池真由美 役
- 遺留捜査 第5シーズン 第5話（2018年8月16日、テレビ朝日） - 北澤涼音 役
- 透明なゆりかご 第6回（2018年8月24日、NHK総合） - 倉田亜紀 役
- 刑事ゼロ 第4話（2019年1月31日、テレビ朝日） - 北浦菜月 役
- ドクターX〜外科医・大門未知子〜  第3話（2019年） - 大臣秘書 役
- BS新春時代劇 立花登青春手控えスペシャル（2020年1月3日、BSプレミアム） - おすま 役
- アンサング・シンデレラ 病院薬剤師の処方箋 第1話（2020年7月16日[11]、フジテレビ） - 矢島詩織 役
- 広域警察10（2021年6月24日、テレビ朝日） - 新道真理 役
- 半径5メートル 最終話（2021年6月25日、NHK） - 興津美咲　役
- 正直不動産 第3話（2022年4月19日、NHK） - 根尾直美 役
- 受付のジョー（2022年4月26日 - 6月28日、日本テレビ） - 佐知山瞳 役[12]
- 大病院占拠 第4話（2023年2月4日、日本テレビ） - 甲斐正美 役[13]
- 降り積もれ孤独な死よ 第1話・第5話・第9話（2024年7月7日・8月4日・9月1日、読売テレビ・日本テレビ系） - 花音の母 役[14]
- マウンテンドクター 第2話（2024年7月15日、関西テレビ・フジテレビ） - 野口七海 役[15]
- マイダイアリー（2024年10月20日 - 12月22日、朝日放送テレビ・テレビ朝日） - 田中紗世 役[16]
- 未成年〜未熟な俺たちは不器用に進行中〜（2024年11月5日 - 2025年1月7日、読売テレビ） - 潮田晴華 役[17]
- オクトー 〜感情捜査官 心野朱梨〜 Season2 第8話 - 最終話（2024年11月22日 - 12月12日、読売テレビ・日本テレビ系） - 多々良望 役[18]
- プライベートバンカー 第5話（2025年2月6日、テレビ朝日） - 柳原咲子 役[19]
- 秘密〜THE TOP SECRET〜 最終話（2025年4月7日、関西テレビ・フジテレビ） - 瀧本幹生の母 役[20]
- 彼女がそれも愛と呼ぶなら 第3話 - 第5話（2025年4月17日 - 5月1日、読売テレビ・日本テレビ） - 八沢藍子 役[21]
- 特捜9 final season 第4話（2025年4月30日、テレビ朝日） - 山下奈緒子 役[22]
- 大追跡〜警視庁SSBC強行犯係〜 第4話（2025年7月30日、テレビ朝日） - 大野小百合 役[23]

### 映画
- 世界の中心で、愛をさけぶ（2004年）
- インストール（2005年）
- 青空のゆくえ（2005年） - 市田尚子 役
- 夜のピクニック（2006年） - 遊佐美和子 役
- 花より男子F（ファイナル）（2008年） - 松岡優紀 役
- サンシャインデイズ 劇場版（2008年） - 主演・神宮寺ひかり 役
- 三本木農業高校、馬術部（2008年） - 園田帆乃夏 役
- 死にゆく妻との旅路（2011年） - 沙織 役
- 行け!男子高校演劇部（2011年） - ファミレスの女 役
- ステキな金縛り（2011年） - 看護師 役
- 遺体 明日への十日間（2013年、監督：君塚良一）
- るろうに剣心 京都大火編（2014年） - 新井梓 役
- ぴっぱらん!!（2024年） - 綾 役[24]
- スノードロップ（2025年公開予定） - 主演・葉波直子 役[25]

### 舞台
- ヴェローナの二紳士（2007年10月5日 - 14日・27日・28日、東京グローブ座・シアターBRAVA!） - シルヴィア 役
- 東京月光魔曲（2009年12月15日 - 2010年1月10日、Bunkamuraシアターコクーン）
- 大奥〜第一章〜（2011年10月2日 - 27日、11月4日 - 27日、明治座・中日劇場）
- 3150万秒と、少し（2013年2月15日 - 24日・27日、天王洲 銀河劇場・梅田芸術劇場シアター・ドラマシティ）
- 大奥〜第一章〜（2013年6月1日 - 21日・7月2日 - 27日、大阪松竹座・博多座）

### バラエティ・情報番組
ゲスト出演
- 世界ウルルン滞在記（2006年11月26日）
- 笑っていいとも! 春の祭典スペシャル（2007年4月9日）

### ラジオ
- FMシアター ラジオドラマ「春を待つ雪」（2013年1月19日、NHK-FM） - 中野瑠璃 役[26]

### CM
- アサヒ飲料 「三ツ矢サイダー」（2004年）
- 東日本旅客鉄道（JR東日本） 「Suica」（2004年 - ）
- P&Gジャパン 「パンテーン」（2005年 - ）
- サントリーフーズ「サントリー天然水・南アルプス」（2006年）
- 日本マクドナルド「シナモンメルツ」（2008年） - 加賀美セイラ・清水ゆみと共演。
- サークルKサンクス「ふるふるスタイルサラダ」（2009年）
- サントリー「角瓶（『ようこそ』編）」「角瓶（「直伝」編）」（2010年）

### ミュージック・ビデオ
- sacra「イエスタデイ」（2004年）
- 風味堂「大切にするからね」（2009年）

### 雑誌
- 横浜ウォーカー（2007年7月31日発売、角川マーケティング）
- ラブベリー（徳間書店）

### 配信ドラマ
- 夢で見たあの子のために（2023年8月29日 - 、Lemino） - 結城光恵 役[27]

## 作品

### 写真集
- 亜希（N/S EYESシリーズ3）（2002年7月、アクアハウス、撮影：野村誠一）ISBN 978-4860460495
- PREVIEW（2009年11月2日、双葉社、撮影：沢渡朔）ISBN 978-4575301779

### DVD
- vanilla collection vol.10（2002年）